# Keeper of the Seven Keys - Part I
Keeper of the Seven Keys – Part I è il secondo album del gruppo musicale tedesco Helloween, pubblicato dalla Noise Records nel 1987.
Si tratta del primo album del gruppo registrato e pubblicato con il nuovo cantante Michael Kiske, che sostituì Kai Hansen al microfono. È composto da otto brani (la maggior parte dei quali composti da Hansen), ma in rare edizioni è stata inserita nella track-list anche la canzone Judas pubblicata come singolo l'anno precedente all'album.

## Tracce
Testi e musiche di Kai Hansen, eccetto dove indicato.
1. Initiation (strumentale) – 1:21
2. I'm Alive – 3:23
3. A Little Time – 3:59 (Kiske)
4. Twilight of the Gods – 4:29
5. A Tale That Wasn't Right – 4:42 (Weikath)
6. Future World – 4:02
7. Halloween – 13:18
8. Follow the Sign – 1:46 (Hansen, Weikath)

### Traccia presente in alcune pubblicazioni in CD
1. Judas (compare come traccia numero 6) – 4:41 (Hansen)

## Formazione
- Michael Kiske - voce
- Markus Großkopf - basso
- Michael Weikath - chitarra
- Kai Hansen - chitarra
- Ingo Schwichtenberg - batteria

## Classifiche
| Classifica (1987-2021) | Posizione massima |
| ---------------------- | ----------------- |
| Finlandia              | 10                |
| Germania               | 15                |
| Giappone               | 57                |
| Portogallo             | 47                |
| Stati Uniti            | 104               |
| Svezia                 | 42                |
| Svizzera               | 18                |